# Rafael Flores Estrella
Rafael Flores Estrella (* 1949; † 14. Oktober 2010 in Santo Domingo) war ein dominikanischer Politiker.

## Biografie
Nach dem Schulbesuch absolvierte er ein Studium und schloss dieses mit einem Lizenziat ab.
Flores Estrella wurde als Kandidat der Partido Revolucionario Dominicano (PRD) 1978 zum Mitglied der Abgeordnetenkammer gewählt und war zugleich Vizeminister für Tourismus in der Regierung von Präsident Antonio Guzmán Fernández.
Nach dem Selbstmord von Guzmán und der kurzen Übergangsregierung von Vizepräsident Jacobo Majluta wurde er am 16. August 1982 vom neuen Präsidenten Salvador Jorge Blanco zum Minister und Chef des Präsidialamtes ernannt und damit Nachfolger von José María Hernández, dem Schwiegersohn Guzmáns. Das Amt des Chefs der Präsidialkanzlei übte er bis zum Ende von Salvador Jorge Blancos Amtszeit am 16. August 1986 aus.
Nach der Wahlniederlage der PRD wurde gegen ihn Anklage wegen Korruption erhoben. Ihm wurde vorgeworfen, 185.000 US-Dollars für eine nicht durchgeführte Auslandsreise des Präsidenten veruntreut zu haben. Er verbüßte nach der Verurteilung eine Freiheitsstrafe im Cárcel Preventiva del Ensanche la Fe.
1990 unterstützte er zunächst die Präsidentschaftskandidatur von Juan Bosch, zog seine Unterstützung aber später zurück, nachdem dieser eine Allianz mit Marino Vinicio „Vincho“ Castillo, dem Präsidenten der Fuerza Nacional Progresista (FNP) und heutigen Drogenbeauftragten der Regierung, einging.
Im Jahr 2004 lehnte er eine eigene Präsidentschaftskandidatur für die Fuerzas de la Revolución (FR) ab. In den folgenden Jahren war er neben dem Anwalt Tomás Castro und dem mittlerweile verstorbenen Ernesto Valette Pérez Produzent eines Radioprogramms. Flores Estrella starb an Prostatakrebs.